# Гайдим Віктор Миколайович
Ві́ктор Гайди́м (10 лютого 1972, Рівне) — український спідвейний гонщик, вихованець рівненського спідвею.

## Кар'єра
Спідвеєм почав займатися у 14 років. Перший тренер — Борис Іванович Горка.
У 1991 році став чемпіоном останнього чемпіонату СРСР у складі львівського «СКА-Конвейер», а у 1992 — єдиного в історії чемпіонату СНД (у складі «Фантастика» (Рівне). В цьому ж році став переможцем особистого чемпіонату України зі спідвею серед юніорів.
Тричі потрапляв до фіналу особистого чемпіонату світу серед юніорів (1990—1992).
8 червня 2003 році після 7-річної перерви відновив виступи, стартувавши у гонці «Україна» (Рівне) — «Турбіна» (Балаково).
З 2016 року працює на посаді тренера дитячо-юнацької секції спідвею «Рівненський міський спортивно-технічний клуб».

## Досягнення

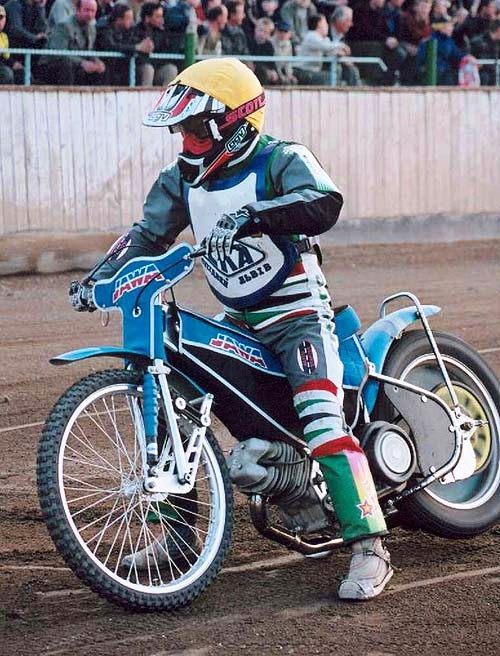
Віктор Гайдим у 2004 р.

### В Україні
- Чемпіон особистого чемпіонату України серед юніорів — 1992

- Чемпіон України в командному заліку — 1993 (у складі «Фантастика» Рівне)

- Віце-чемпіон України серед пар — 2003, 2004

- Бронзовий призер чемпіонату Українив командному заліку — 2004 (у складі «СКА» Львів)

### В СРСР та СНД
- Чемпіон СРСР в командному заліку — 1991 (у складі «СКА» Львів)

- Чемпіон СНД в командному заліку — 1992 (у складі «Фантастика» Рівне)

- Віце-чемпіон СРСР серед юніорів — 1990

- Віце-чемпіон СРСР серед юнаків (клас 125 см³) — 1987

- Бронзовий призер особистого чемпіонату СРСР — 1990

### На міжнародній арені
- Фіналіст особистого чемпіонату світу серед юніорів:

1990 — Львів  (запасний гонщик, 18 місце),
1991 — Ковентрі  (10 місце),
1992 — Пфаффенгофен  (12 місце)
- Учасник особистого Кубку європейських чемпіонів

1992  — Рівне  (запасний гонщик).

## Принагідно
- Стерта гума та запах метанолу

- Віктор Гайдим: «Дружина була проти…» [Архівовано 1 червня 2016 у Wayback Machine.]